# 2953 Vysheslavia
2953 Vysheslavia è un asteroide della fascia principale. Scoperto nel 1979, presenta un'orbita caratterizzata da un semiasse maggiore pari a 2,8277626 UA e da un'eccentricità di 0,0240018, inclinata di 1,07367° rispetto all'eclittica.